# Pornassio
Pornassio – miejscowość i gmina we Włoszech, w regionie Liguria, w prowincji Imperia.
Według danych na rok 2004 gminę zamieszkiwało 645 osób, 23,9 os./km².